# Włoska prawicowa muzyka alternatywna
Treść tego artykułu może nie być zgodna z zasadami neutralnego punktu widzenia.
Dokładniejsze informacje o tym, co należy poprawić, być może znajdują się w dyskusji tego artykułu.
 Po wyeliminowaniu niedoskonałości należy usunąć szablon [[Szablon:Dopracować|]] z tego artykułu.
Włoska prawicowa muzyka alternatywna (wł. Musica alternativa di destra) - rodzaj muzyki, który powstał we Włoszech pod koniec lat 60. XX w., związany z tematyką i partiami prawicy (głównie Włoskim Ruchem Społecznym).

## Charakterystyka

### Alternatywność
Przymiotnik "alternatywna" w nazwie tego rodzaju muzyki odnosi się do:
- tekstów utworów – treści prawicowe, jako alternatywa wobec przeważającej po rewolucji obyczajowej kultury lewicowej;
- sposobu rozpowszechniania – albumy nagrywane najczęściej amatorsko lub w małych wytwórniach, niedostępne w sklepach, nie pojawiające się także w dużych stacjach radiowych i telewizyjnych. Muzyka ta była znana i rozpowszechniana właściwie tylko w środowiskach prawicowych.
- niekomercyjności – prawicowa muzyka alternatywna była efektem zaangażowania politycznego jej twórców i jej głównym celem było rozpowszechnianie określonych idei a nie zarobek. Żaden z zespołów ani wykonawców z tego obszaru nie był zawodowym muzykiem[1].

### Gatunek muzyczny
Pod względem brzmienia muzyka alternatywna jest zbliżona do takich gatunków jak folk i poezja śpiewana. Pierwsze utwory tego rodzaju (np. zespołu Gruppo Padovo di Protesta Nazionale, później Compagnia dell’Anello) miały prostą aranżację złożoną tylko z gitary i wokalu. Z czasem aranżacja była wzbogacana o inne instrumenty, np. pianino czy perkusję. Pojawiły się także utwory rockowe (głównie zespołu Janus).

### Muzyka alternatywna a rock tożsamościowy
Pierwotnie wyrażenie "muzyka alternatywna" stosuje się głównie na określenie melodyjnej, bliskiej folkowi muzyki zespołów powstałych w "latach ołowiu" (koniec lat 60. – początek lat 80. we Włoszech), które postrzegały siebie i swoją twórczość, jako "alternatywę" dla rzeczywistości kulturalnej i politycznej tamtych czasów. Czasem jednak używa się tego określenia w szerszym sensie w odniesieniu do całej włoskiej muzyki związanej z prawicą.
Według tej drugiej definicji jednym z podrodzajów muzyki alternatywnej jest rock tożsamościowy (wł. rock identitario). Ten typ muzyki powstał w latach 80. i 90. i był częściowo związany ze sceną RAC. Obecnie na włoskiej scenie tożsamościowej przeważa rock tożsamościowy, z muzyki alternatywnej według pierwotnego znaczenia pozostał przede wszystkim zespół Compagnia dell’Anello, solista Fabio Constantinescu oraz kilku wykonawców mających w swoim repertuarze utwory starych zespołów.

## Historia

### Prekursorzy
Do prekursorów włoskiej prawicowej muzyki alternatywnej należy zaliczyć dwa rzymskie kabarety: Bagalino, powstały w 1965 r., oraz założony w 1967 Giardino dei Supplizi. Odnosiły się one w swoich utworach zarówno do historii jak i do ówczesnej sytuacji politycznej i społecznej.
Z tym pierwszym kabaretem związany był Leo Valeriano, uznawany za ojca włoskiej prawicowej muzyki alternatywnej, autor wielu protest songów, znany głównie z wykonania pod murem berlińskim w Boże Narodzenie 1965 r. swojej piosenki "Berlin", poświęconej tragedii podzielonego miasta.

### Lata 70.
Pierwsi wykonawcy i zespoły muzyki alternatywnej pojawiają się w pierwszej połowie lat 70. Swoją karierę zaczyna wtedy m.in. Roberto Socco i Loris Lombroni.
W połowie lat 70. następuje szybki rozwój muzyki alternatywnej. Powstają takie zespoły jak padewska Gruppo Padovano di Protesta Nazionale (później zmienia nazwę na Compagnia dell’Anello), Amici del Vento z Mediolanu, Janum (potem Janus) z Rzymu oraz ZPM z Verony a także wiele mniej znanych zespołów takich jak Nuovo Canto Popolare, Messageri del Sole, Vento del Sud czy Acroma.
Poza zespołami rozpoczynają swoją działalność także cantautori (od (wł.) cantare - śpiewać i autore - autor; muzycy którzy sami piszą i wykonują swoje utwory). Najbardziej znanym spośród nich był Massimo Morsello, który w 1978 r. wydał swoją pierwszą kasetę Per Me e la Mia Gente. Innym znanym cantautore był Michele di Fiò, który w 1977 r. wydał kasetę Seveso e no.

### Obozy Hobbit
Obozy Hobbit ((wł.) Campi Hobbit) to festiwale muzyczno-kulturalne zorganizowane przez Fronte della Gioventu (młodzieżówkę Włoskiego Ruchu Społecznego) w latach 1977 -1980 w trakcie których pod gołym niebem odbywały się koncerty, występy kabaretów, prezentacje "alternatywnej grafiki", oraz dyskusje na tematy społeczne i polityczne.
W latach 1977–1980 odbyły się 3 Obozy Hobbit:
- I Obóz Hobbit  - 11-12 czerwca 1977  na boisku w Montesarchio,
- II Obóz Hobbit - 23-25 czerwca 1978 w Fonte Romana,
- III Obóz Hobbit -  16-20 lipca 1980 w zamku Camponeschi.

Obozy Hobbit miały ogromy wpływ na rozwój prawicowej muzyki alternatywnej: wykonawcy z różnych z różnych części kraju mogli zaprezentować się przed szerszą publicznością, a także zapoznać się z twórczością innych autorów; na stoiskach sprzedawano dyski i kasety, a same Obozy Hobbit (i wraz z nimi fakt istnienia muzyki alternatywnej) odbiły się szerokim echem w prasie różnych orientacji politycznych.

### Lata 80.
Na początku lat 80. scena musica alternativa powoli zamarła. Złożyły się na to różne czynniki, m.in. zamach bombowy na dworcu w Bolonii (2 sierpnia 1980), o który oskarżono neofaszystowską grupę terrorystyczną Nuclei Armati Rivoluzionari, w następstwie czego rozpoczęły się liczne aresztowania i procesy wielu działaczy prawicowych (za terroryzm został skazany m.in. Massimo Morsello). Poza tym często bywało tak, że młodzi muzycy kończąc studia rezygnowali z działalności artystycznej lub mocno ją ograniczali. W tym czasie wiele zespołów się rozwiązało (choć część z nich wznowiło działalność w latach 90.): w 1980 ZPM, w 1981 Janus, w 1983 r. rozwiązali się Amici del Vento. Na scenie pozostał przede wszystkim Compagnia dell’Anello.

### Lata 90 i początek XXI w.
W latach 90 i na początku XXI w. nastąpił dynamiczny rozwój rocka tożsamościowego (w dużej części związanego ze sceną RAC) oraz prawicowej muzyki oi!
W 1993 r., po dziesięciu latach przerwy wrócił na scenę Amici del Vento. Zespół oficjalnie rozwiązał się w 2003 r.
8 grudnia 1997 r. w Monzy odbył się wielki Koncert Dwudziestolecia (wł. Concerto del Ventennale) z okazji 20-lecia istnienia prawicowej muzyki alternatywnej. Wzięli w nim udział Amici del Vento oraz Compagnia dell’Anello.